# ۱۵۱۷ (میلادی)
۱۵۱۷ (میلادی) هزار و پانصد  و هفدهمین سال تقویم میلادی است.

## درگذشتگان
‎